# Laportea alatipes
Laportea alatipes là loài thực vật có hoa trong họ Tầm ma. Loài này được Hook. f. mô tả khoa học đầu tiên năm 1864.